# Crystal (condado de Clark)
Crystal es un área no incorporada ubicada en el condado de Clark, Nevada, Estados Unidos.
Mapas históricos de nevada señalan la ubicación de Crystal, el cual se ubica a lo largo de la interestatal I-15, en la salida 75, la cual fue originalmente parte de la Ruta estatal de Nevada 40 en esa área.
Ahora, solo existe un área de descanso cerca de la reserva india Moapa River.